# Rodolfo Rojas
Rodolfo Rojas war ein chilenischer Fußballspieler. Der Mittelfeldspieler absolvierte vier Länderspiele für die chilenische Fußballnationalmannschaft.

## Verein
Auf Vereinsebene spielte Rodolfo Rojas mindestens 1917 für den Loma Blanca.

## Nationalmannschaft
Rodolfo Rojas debütierte für Chile beim Campeonato Sudamericano 1917 bei der Auftaktniederlage gegen Gastgeber Uruguay. Der Mittelfeldspieler absolvierte alle drei Turnierspiele, jedoch wurde das Team aus dem Andenstaat ohne Punkt- und Torerfolg Turnierletzter. Nur wenige Tage nach dem Turnier absolvierte Rojas beim 1:1-Unentschieden im Freundschaftsspiel gegen Argentinien sein letztes Länderspiel.